# Universíada de Verão de 1961
A II Universíada de Verão foi realizada em Sófia, Bulgária entre 26 de agosto e 3 de setembro de 1961.
A edição contou com 1 270 atletas, 357 membros de comissões técnicas das delegações, 32 países participantes e nove modalidades, duas a mais que a edição anterior: ginástica artística e saltos ornamentais.
Esta foi a primeira edição com o endosso do Comitê Olímpico Internacional (COI), que reconheceu a FISU dois meses antes do início desta edição.

## Países participantes
Participaram desta edição 32 países (31 convidados e o anfitrião):
| Lista de países participantes |
| --- |
| - RSA África do Sul (4) - ALB Albânia (4) - FRG Alemanha Ocidental (94) - AUT Áustria (24) - BEL Bélgica (8) - BRA Brasil (16) - BUL Bulgária (185) - CEY Ceilão (3) - TCH Checoslováquia (85) - PRK Coreia do Norte (12) - CUB Cuba (25) - FIN Finlândia (6) - GHA Gana (4) - GBR Grã-Bretanha (39) - HUN Hungria (68) - INA Indonésia (25) - IRI Irã (21) - IRL Irlanda (5) - ISR Israel (14) - ITA Itália (69) - YUG Iugoslávia (37) - JPN Japão (67) - LBN Líbano (13) - LUX Luxemburgo (4) - NED Países Baixos (44) - POL Polônia (109) - POR Portugal (5) - ROU Romênia (109) - SWE Suécia (4) - SUI Suíça (8) - TUR Turquia (53) - URS União Soviética (106) |

## Medalhas
O quadro de medalhas é uma lista que classifica as Federações Nacionais de Esportes Universitários (NUSF) de acordo com o número de medalhas conquistadas. Está classificado de acordo com o número de medalhas de ouro, estando as medalhas de prata e bronze como critérios de desempate em caso de países com o mesmo número de ouros.
As medalhas foram conquistadas por 18 países. O país em destaque é o anfitrião.
| Ordem                                     | País                   | Medalha de ouro | Medalha de prata | Medalha de bronze |     |
| ----------------------------------------- | ---------------------- | --------------- | ---------------- | ----------------- | --- |
| 1                                         | URS União Soviética    | 21              | 23               | 7                 | 51  |
| 2                                         | JPN Japão              | 9               | 5                | 4                 | 18  |
| 3                                         | HUN Hungria            | 8               | 2                | 8                 | 18  |
| 4                                         | ROU Romênia            | 6               | 6                | 9                 | 21  |
| 5                                         | YUG Iugoslávia         | 4               | 2                |                   | 6   |
| 6                                         | TCH Checoslováquia     | 3               | 6                | 8                 | 17  |
| 7                                         | FRG Alemanha Ocidental | 3               | 4                | 12                | 19  |
| 8                                         | POL Polônia            | 3               | 4                | 4                 | 11  |
| 9                                         | ITA Itália             | 3               |                  | 2                 | 5   |
| 10                                        | BGR Bulgária           | 2               | 5                | 7                 | 14  |
| 11                                        | GBR Grã-Bretanha       | 2               | 5                | 4                 | 11  |
| 12                                        | ZAF África do Sul      | 1               | 1                |                   | 2   |
|                                           | SWE Suécia             | 1               | 1                |                   | 2   |
| 14                                        | IRL Irlanda            | 1               |                  | 1                 | 2   |
| 15                                        | CUB Cuba               | 1               |                  |                   | 1   |
| 16                                        | AUT Áustria            |                 | 2                | 1                 | 3   |
| 17                                        | CHE Suíça              |                 | 2                |                   | 2   |
| 18                                        | BEL Bélgica            |                 | 1                |                   | 1   |
| TOTAL                                     | TOTAL                  | 68              | 69               | 67                | 204 |
| Nenhum país lusófono conquistou medalhas. |                        |                 |                  |                   |     |

## Modalidades
Essas foram as modalidades disputadas. Os números entre parênteses representam o número de eventos de cada modalidade.

### Obrigatórias
As modalidades obrigatórias são determinadas pela Federação Internacional do Esporte Universitário (FISU) e, salvo alteração feita na Assembléia Geral da FISU, valem para todas as Universíadas de Verão.
| - Atletismo (29) - Basquetebol (2) - Esgrima (8) | - Ginástica artística (2) - Natação (15) - Polo aquático (1) | - Saltos ornamentais (4) - Tênis (5) - Voleibol (2) |

### Opcional
Não houve modalidades opcionais nesta edição.